# T25
Т25 — американский опытный средний танк, разработанный в 1942—1943 годах.

## История создания
После того, как была одобрена программа постройки серийных танков Т23 в 1943 году Артиллерийская Техническая Служба (АТС) потребовала перевооружить 50 танков Т23 более мощными 90-мм пушками M3. Такой шаг стал ответом на появление тяжелых немецких танков Pz.Kpfw. VI «Тигр», у которых лобовая броня с трудом пробивалась бронебойными снарядами короткоствольными 75-мм и 76-мм орудиями, которыми были оснащены «Шерманы». При этом, работы разделились на два направления — проект Т25 являлся аналогом Т23 с изменённым вооружением, а проект Т26, отличался более мощным бронированием. Первоначально предполагалось, что боевая масса Т25 составит 33,1 тонну, но уже на ранней стадии разработки масса в 36,7 тонн не будет являться пределом. Основная часть перегрузки приходилась на электрическую трансмиссию, которую решили заменить на гидравлическую трансмиссию с преобразователем крутящего момента. Такая трансмиссия получила название Torquematic и впоследствии с успехом стала применяться на серийных танках. Изменённые проекты новых танков получили обозначения Т25Е1 и Т26Е1. Вместе с тем, чтобы снизить стоимость танков и трудозатраты на их производство было решено использовать два серийных танка Т23 и установить на них новые башни и новые 90-мм орудия.
Первый прототип танка Т25 (регистрационный номер 30103053) был собран на заводе Chrysler и доставлен в Detroit Tank Arsenal, где его 21 января 1944 года переправили на Абердинский полигон. Второй прототип танка был передан военной комиссии на полигоне в Форт Ноксе 29 апреля 1944 года. Испытания первого прототипа Т25 начались 28 сентября 1944 года, когда более высокий приоритет получили проекты Т25Е1 и Т26Е1, поэтому тесты стали чистой формальностью. Правда, этому предшествовало несколько важных событий, существенно повлиявших на развитие американского танкостроения в последние годы войны. В сентябре 1943 года АТС заявила, что армии необходимо поставить 500 танков Т25Е1 и Т26Е1. Но американские танкисты должны были максимально сблизиться с танками противника, чтобы эффективно использовать имеющееся у них вооружение. Главная роль противотанкового средства возлагалась на истребитель таков М10. Из-за чего Командование сухопутных войск заказало 7000 танков Т25Е1 оснащенных 75-мм пушками и Т26Е1 оснащенных 76-мм пушками как у M10, что сводило все усилия по созданию танка с крупнокалиберным вооружением к нулю. Лишь после высадки в Нормандии стало ясно, что без танков с крупнокалиберными танковыми орудиями американцам придется туго. В 1945 году Командование сухопутных войск потребовало перевооружить танки Т25Е1 и Т26Е1 90-мм и 105-мм пушками. Не дожидаясь, пока будет принято решение о перевооружении танков, АТС приказало начать сборку 40 Т25Е1 с регистрационными номерами 30103252 — 30103291. Первые 11 танков были распределены по различным полигонам: три отправили на Абердинский полигон, два — на полигон General Motors, один — на полигон в Фениксе и пять в Форт Нокс. Все танки Т25Е1 остались в США и в дальнейшем некоторые использовались как мишень до 1948—1949 годов. После этого все танки Т25 и Т25Е1 были утилизированы.
| Год   | Модель | 1     | 2     | 3     | 4     | 5     | 6     | 7     | 8     | 9     | 10    | 11    | 12    | Всего |
| ----- | ------ | ----- | ----- | ----- | ----- | ----- | ----- | ----- | ----- | ----- | ----- | ----- | ----- | ----- |
| 1944  | T25    | 2     |       |       |       |       |       |       |       |       |       |       |       | 2     |
| 1944  | T25E1  |       | 4     | 12    | 15    | 9     |       |       |       |       |       |       |       | 40    |
| Итого | Итого  | Итого | Итого | Итого | Итого | Итого | Итого | Итого | Итого | Итого | Итого | Итого | Итого | 42    |

## Описание конструкции

### Броневой корпус и башня
Компоновка корпуса была классической. В передней части танка находилось отделение управления, в отделении управления слева располагалось место водителя, а справа — помощника водителя. Боевое отделение находилось в средней части танка. Экипаж танка состоял из пяти человек: в башне находились места командира, артиллериста и заряжающего. А в передней части корпуса находились места водитель и его помощника. Передняя часть корпуса была клиновидной формой. Верхний лобовой был установлен под углом в 47° и имел толщину 76 мм, а нижний лист был установлен под углом в 53° и имел толщину 64 мм. Борта корпуса изготовлялись из бронеплит толщиной 51 мм и устанавливались под углом в 0°. Максимальная скорость вращения башни, оснащенной ручным или гидравлическим приводом, составляла 24° в секунду. Толщина брони кормы танка составила 38 мм. Из-за большой массы башни корпус пришлось усилить продольно рёбрами жесткости.

### Вооружение
На башню Т25Е1 устанавливалось 90-мм пушка T7 (позднее переименованная в М1) и спаренный с ней 7,62-мм пулемет Браунинг M1919A4. При начальной скорости 823 м/с бронебойный снаряд мог бы пробить любой немецкий танк на дистанции до 1000 метров. Угол вертикальной наводки орудия составлял от −10° до +20°. На крыше башни находился штырь для установки зенитного 12,7-мм пулемёта M2HB.

### Двигатель и трансмиссия
Моторно-трансмиссионное отделение размещалось в кормовой части танка. На Т25 устанавливался бензиновый двигатель Ford GAP, который передавал мощность сначала на электрогенератор, а потом — на два тяговых двигателя. Из-за чего связь между силовой установкой и гусеничным движителем отсутствовала. По бокам двигателя устанавливались топливные баки. Система охлаждения была выполнена в виде единого блока, которая включала два вентилятора, находившиеся по бортам. Кроме того, на Т25Е1 устанавливался бензиновый двигатель Ford GAF с мощностью 470 л. с., а также гидравлическая трансмиссия типа Torquematic.

### Ходовая часть
Ходовая часть состояла из трёх тележек с двумя сдвоенными опорными катками, подвески типа HVSS (горизонтальная спиральная пружина, пяти поддерживающих роликов, передней направляющее колесо и заднее направляющее колесо цевочного зацепления, а также из крупнозвенчатой гусеницы сделанной из стальных траков шириной 584 мм.

## Модификации
- Т25 — базовый вариант танка с классической компоновкой. Выпущено 2 единицы.
- Т25Е1 — модификация T25 с задним расположением моторно-трансмиссионного отделения. Выпущено 40 единиц.